# Natan Seinfeld
Natan Seinfeld (ur. 9 października 1860 w Lipniku, zm. 24 kwietnia 1924 w Wiedniu) – asystent dyrektora kolei z Kołomyi, poseł do Rady Państwa X kadencji (1901–1907).
W 1896 mianowany zastępcą dyrektora kolei w Stanisławowie. W 1900 kandydował w wyborach do Rady Państwa w Wiedniu z kurii miast w okręgu Kołomyja – Śniatyń – Buczacz i 20 grudnia został wybrany posłem, zwyciężywszy dra Salo Schorra, kandydata adwokackiego w Kołomyi, który zwyciężył Seinfelda w Śniatynie. W 1902 mianowany radcą rządowym. W 1903 na własną prośbę przeniesiony w stan spoczynku.
W 1903 odznaczony Orderem Żelaznej Korony III klasy.
Jego bratem był dr Henryk Seinfeld, w 1908 członek Wydziału Izby adwokackiej dla okręgu krakowskiego Sądu krajowego wyższego.